# Syracosphaerales
A Syracosphaerales a Haptophytina Prymnesiophyceae kládja taxonja. 3 csoportja a Rhabdosphaeraceae Lemmermann 1908, a Syracosphaeraceae Lemmermann 1908 és a Calciosoleniaceae Kamptner 1937.

## Történet
Lemmermann írta le először 1908-ban a Syracosphaeraceae és a Rhabdosphaeraceae kládokat és a hozzájuk tartozó Syracosphaeridae csoportot. 1912-ben Lohmann létrehozta a Deutschlandia nemzetséget, melyet a Deutschlandiaceaebe sorolt Kamptner,:109 előbbi fajai polifíliája miatt a Pontosphaera és Syracosphaera nemzetségekbe kerültek át, utóbbi a Syracosphaeraceae szinonimájának bizonyult.:109
1977-ben Hay kiegészítette a definíciót.:30
A Halopappaceae korábban önálló klád volt, de a Syracosphaeraceae részének bizonyult.:311
1993-ban Kleijne a Syracosphaeraceae kládon belül létrehozta az Umbellosphaeroideae csoportot az Umbellosphaera és a Gaarderia nemzetségekkel, azonban jobb felbontású elektronmikroszkópos megfigyelések és a Syracosphaera kokkolit-morfológiájának jobb megértése alapján a Gaarderia corolla a Syracosphaera nemzetségbe került, a Syracosphaeralesnek az Umbellosphaera nem rokona.:68
Korábban önállósága vitatott volt, egy 2004-es tanulmányban feltételezték, hogy parafiletikus csoport, egy 2007-esben azt, hogy a Coccolithales része.

## Morfológia

### Kokkolitok
Kokkolitjai kicsik és kevéssé meszesülnek.:154 Központi szerkezetük hasonló – sugaras lemezekből áll érintő c-tengelyekkel. A lemezek a perem egységei közt vannak.:161–162 Haploid és diploid állapota is mozgásra képes.
A klád közös jellemzője a V-, R- vagy T-típusú kokkolit. A protokokkolit-gyűrű feltehetően mindhárom típust tartalmazza. Young et al. 4 kokkolittípust különböztet meg::36
1. testkokkolitok: a kokkoszféra belső rétege (endotheca) kokkolitjai
2. ostor körüli kokkolitok: módosult kokkolitok az ostor körül, általában a testkokkolitokhoz hasonlók, de kisebbek vagy tüskések, több fajon is megtalálhatók
3. antapikális kokkolitok: az ostorral ellentétes oldali kokkolitok, általában a testkokkolitokhoz hasonlók, de kisebbek vagy tüskések, kevés fajon találhatók
4. külsőréteg-kokkolitok: a külső réteget (exotheca) alkotó módosult kokkolitok általában a testkokkolitokhoz hasonló alapszerkezettel, de morfológiájuk jelentősen eltérhet; megtalálhatók a Syracosphaera legtöbb faján, de egyes példányokon hiányozhatnak

2006-os feltételezések szerint a Discosphaera rabdolitjai trofikus funkciót tölthetnek be.

## Ökológia

### Germánium
Alacsony germániumkoncentráció mellett él.
A Syracosphaera pulchra HET (heterokokkolit) törzse nagyon germániumérzékeny: ha a szilíciumszint 10%-a a germániumszint, nem szaporodik, ezzel szemben HOL (holokokkolit) törzse kevésbé germániumérzékeny alacsony germániumszint mellett, ezzel szemben magasabb germániumszintekre érzékenyebb: azonos szilícium- és germániumszint mellett lassabban, a szilíciuménál magasabb germániumszint mellett nem szaporodik. E csökkent növekedés nem társul látható meszesedési problémákkal: a kokkoszféra sértetlen, a holokokkolitok morfológiája változatlan maradt.
A heterokokkolit magas [Ge] melletti morfológiai változása lehet R-típusú, kis vagy nagy morfológiai hiba, rombuszszerű vagy rombusz. Ez alapján a magas [Ge] a kristályszerkezet feletti irányítást vonhatja maga után.

## Életciklus
Haplodiplonta, haploid állapotban mintegy 100 nm-es euéderes kristályokból álló holo-, diploid állapotban sugaras komplex kristályokból álló heterokokkolitokat hoz létre.

## Fosszíliák
A Syracosphaerales és a Syracosphaera legkésőbb a krétában jelent meg. Kevés Syracosphaerales-fosszília ismert, ami a kokkolitképző Haptista-fajok ismereteiben jelentős hiányt okoz. A Rhabdosphaeraceae különleges pereme és kiemelkedő tüskéi alapján, a Calciosoleniaceae rombuszos murolitjai és középen eltolt radiális lemezei alapján egyértelműen azonosítható, a Syracosphaeraceae azonban nehezen azonosítható – a legtöbb faj túl kicsi a megbízható krisztallográfiai azonosításhoz –, de a murolit-morfológia és a középső radiális lemezek feltehetően alkalmasak azonosítására.:154
A paleogénben a 14 élő Syracosphaerales-nemzetségből legalább 6 jelen volt, ez alapján legkésőbb az eocénben indult el diverzifikációja,:157 a pliocénben való hirtelen diverzitásnövekedés feltehetően torzítás, és a neogénben és kisebb mértékben a paleogénben való alacsony megőrződésre utal, és a késő eocén-kora oligocén diverzitásnövekedés oka a lagerstättehatás.

## Pigmentek
Nem rendelkezik 4kFx/BFx vagy Chl c2-MGDGCpoly pigmenttel, lehet viszont kevés fukoxantinja. A pigmentmennyiség jellemzően a β- és ε-karotin terén tér el. A 4kHFx egyes Syracosphaerales-fajokban megtalálható.:66

## Genetika
A Syracosphaera pulchra, az Algirosphaera robusta és a Coronosphaera mediterranea fajokhoz molekuláris genetikai adatok érhetők el.:154

## Filogenetika
A Coccolithalesszel és a Zygodiscalesszel közös kládot alkot.
A Coronosphaera a Scyphosphaera/Helicosphaera nemzetségcsoporttól mintegy 55, a Scyphosphaera a Helicosphaera nemzetségtől 32 millió évvel ezelőtt különült el.

## Taxonómia
3 csoportja van a Rhabdosphaeraceae, a Syracosphaeraceae és a Calciosoleniaceae. Morfológia alapján lehetséges rokona a Stephanolithiaceae. A legsokszínűbb kokkolitofóracsoportok közé tartozik: 75 ma élő Prymnesiophyceae-faj tartozik ide.:154